# Aedes gombakensis
Aedes gombakensis är en tvåvingeart som beskrevs av Mattingly 1959. Aedes gombakensis ingår i släktet Aedes och familjen stickmyggor. Inga underarter finns listade i Catalogue of Life.